# Alien vs Predator 2D
Alien vs Predator 2D (2004) är titeln på ett spel utvecklat av Superscape och är avsett att användas tillsammans med en mobiltelefon. Spelet är av typen beat'em-up och har 15 nivåer.